# Monte Bellenden Ker
Il Monte Bellender Ker è la seconda montagna più alta del Queensland, in Australia, con un'altezza di 1593 metri. Il suo nome deriva dal botanico John Bellenden Ker Gawler. Situata a 60 km a sud di Cairns, vicino Babinda, è adiacente al monte Bartle Frere, la vetta più alta dello Stato, facente parte del complesso del Bellenden Ker Range noto anche come Wooroonooran Range. Le due montagne dominano la sezione delle Josephine Falls nel Parco Nazionale Wooroonooran. Entrambe le cime sono costituite da granito e da una scarpata che è stata erosa dai fiumi Russell e Mulgrave.
Numerose torri per la trasmissione del segnale televisivo sono state costruite sulla montagna. Per giungervi bisogna avere un permesso speciale e un'auto a disposizione.

## Storia
Nel 1873 Walter Hill, il primo botanico coloniale nel Queensland, fu a capo di una spedizione nel nord del Queensland per collezionare piante native e fare anche un'escursione presso questo monte. Nello stesso anno, Robert Arthur Johnstone scalò la vetta mentre esplorava le zone costiere a sud di Cooktown insieme a George Elphinstone Dalrymple. Un'altra spedizione, guidata da Archibald Meston, fu condotta nei primi di febbraio del 1889.